# Ghost Stories Tour
El Ghost Stories Tour va ser una gira de concerts íntims de la banda britànica Coldplay. Es van fer nou espectacles durant vuit mesos no consecutius dins el 2014 a Amèrica del Nord, Europa, Àsia i Oceania. Els concerts eren part la campanya de promoció del seu sisè àlbum d'estudi Ghost Stories (2014).

## Promoció
El 21 de març de 2014, Coldplay va presentar l'àlbum Ghost Stories en una actuació íntima a Los Angeles. L'actuació va ser enregistrada per un futur àlbum en format DVD, el qual va ser llançat el 19 de maig.
Des de l'abril fins al juliol, Coldplay van començar a fer un tour promocional per a l'àlbum sense haver-lo publicat. La banda va actuar a E-Werk, a Colònia, Alemanya, el 25 d'abril. Al 5 de maig va actuar al Beacon Theatre a Nova York. El 16 de maig, la banda va anunciar un concert excepcional a Sydney, Austràlia, el qual el van realitzar el 19 de juny. Els tiquets per l'espectacle van ser venuts en només tres minuts. Després de publicar l'àlbum, la banda va continuar la gira al Royce Hall a Los Angeles, Califòrnia el 19 de maig, el Casino de Paris a París, França el 28 de maig, al Tokyo Dome City Hall a Tòquio (Japó) el 12 de juny, a l'Enmore Theatre dins Sydney, Austràlia el 19 de juny i tancant la gira a l'Royal Albert Hall a Londres el 2 de juliol. El 20 d'octubre, Coldplay va anunciar el llançament de l'àlbum en viu anomenat Ghost Stories Live 2014 i el van publicar el 24 de novembre. Per celebrar el llançament de l'àlbum en viu, la banda va anunciar un únic i exclusiu concert a BMW Welt a Múnic, Alemanya el 6 de desembre. Aquest va ser l'últim espectacle per promocionar l'àlbum.

## Sinopsi del concert
Cada concert contenia una setlist diferent. Per l'espectacle enregistrat al Sony Studios, fet per l'àlbum en viu, la setlist va consistir, bàsicament, de les cançons que hi havia l'àlbum. Només van tocar quatre cançons més antigues, obrin't l'espectacle amb Paradise i Clocks, i tancant l'espectacle amb Viva la Vida i Fix You.
El repertori de la resta dels espectacles va contenir entre 18 i 20 cançons, i la banda va estar enfocada en tocar totes les cançons en l'àlbum. Totes les cançons de l'àlbum va ser tocades, excepte les cançons "Another's Arms" i "O (Fly On)", tot i que van ser tocades en alguns concerts.
En l'últim concert de la gira, a Múnic, la banda va tocar Christmas Lights.

## Llista de Concerts
Llista de concerts mostrant la data, la ciutat, el país i el local.
| Data                  | Ciutat      | País         | Local                |
| --------------------- | ----------- | ------------ | -------------------- |
| 25 d'abril de 2014    | Colònia     | Alemanya     | E-Werk               |
| 5 de maig de 2014     | Nova York   | Estats Units | Beacon Theatre       |
| 19 de maig de 2014    | Los Angeles | Estats Units | Royce Hall           |
| 28 de maig de 2014    | París       | França       | Casino de París      |
| 12 de juny de 2014    | Tòquio      | Japó         | Tokyo Dome City Hall |
| 19 de juny de 2014    | Sydney      | Austràlia    | Enmore Theatre       |
| 1 de juliol de 2014   | Londres     | Anglaterra   | Royal Albert Hall    |
| 2 de juliol de 2014   | Londres     | Anglaterra   | Royal Albert Hall    |
| 6 de desembre de 2014 | Munic       | Alemanya     | BMW Welt             |